# Oligoneuriella duerensis
Oligoneuriella duerensis is een haft uit de familie Oligoneuriidae. De wetenschappelijke naam van de soort is voor het eerst geldig gepubliceerd in 1983 door Gonzalez del Tanago & Garcia de Jalon.
De soort komt voor in het Palearctisch gebied.